# Philippe Lauraire
Philippe Lauraire (né le 14 juillet 1961 à Sartrouville) est un coureur cycliste français

## Biographie
Philippe Lauraire évolue au niveau professionnel de 1983 à 1986. Doté d'un profil de routier-sprinter, il remporte deux étapes du Tour de l'Oise, la Ronde des Pyrénées méditerranéennes, une étape de Paris-Bourges et une étape du Herald Sun Tour en Australie. 
Il fut par la suite dirigeant du club de l'US Maule.

## Palmarès
- 1979
  - 3e du championnat de France sur route juniors
- 1982
  - Tour de Gironde
  - 2e étape du Circuit franco-belge
  - Paris-Mantes
  - Souvenir Daniel-Fix
  - Grand Prix d'Issoire
  - 2e étape du Tour de l'Oise
- 1983
  - 2e étape du Tour de l'Oise
  - 3e étape de la Costa del Azahar
- 1984
  - 2e étape du Tour de l'Oise
- 1985
  - 17e étape du Herald Sun Tour
  - Ronde des Pyrénées méditerranéennes
  - 1re étape de Paris-Bourges
- 1986
  - 3e du championnat de France de vitesse
- 1987
  - Paris-Orléans
- 1988
  - Amiens-Salouël
  - 3e étape de Paris-Vierzon
  - Paris-Côte picarde
  - Circuit de Boulogne
  - 2e de Paris-Orléans
  - 2e du Circuit de la Chalosse
  - 3e de la Ronde du Pays basque
- 1989
  - Tour du Loiret
  - Paris-Chauny
  - Grand Prix du Moulin d'Orgemont
- 1990
  - 2e étape du Ruban granitier breton
- 1991
  - 3e de la Boucle de l'Artois
- 1992
  - 2ea et 6e étapes de la Cinturón a Mallorca
  - 1re, 3e, 4e et 5e étapes du Tour de Tunisie
  - 1re, 3ea et 7e (contre-la-montre par équipes) étapes du Tour du Faso
  - 2e du championnat d'Île-de-France
- 1993
  - Circuit du Marensin

## Résultats sur les grands tours

### Tour de France
1 participation
- 1985 : 138e